# Kärlek i kolerans tid (film)
Kärlek i kolerans tid (originaltitel: Love in the Time of Cholera) är en amerikansk romantisk dramafilm från 2007 i regi av Mike Newell. Manuset skrevs av Ronald Harwood. Filmen är baserad på Gabriel García Márquez roman med samma titel.
Filmen hade sin första biopremiär i Brasilien. Biopremiären i Sverige var inte förrän den 25 april 2008. September månad samma år släpptes den på DVD. Originalmusik av Shakira.

## Handling
Budpojken Florentino (Javier Bardem), förälskar sig i den nyinflyttade mulåsneägarens dotter, Fermina (Giovanna Mezzogiorno). De brevväxlar ihärdigt och Florentino lovar Fermina livslång kärlek. När fadern (John Leguizamo) får reda på detta bryter helvetet ut, hon skall giftas bort rikt. Han för bort Fermina och senare gifter hon sig med stadens doktor (Benjamin Bratt). Florentino ger aldrig upp, han skriver brev och väntar. Fermina försöker förtränga tanken på Florentino men slutligen kommer dagen då Ferminas man avlider och Florentino är inte sen att uppsöka henne.

## Rollista (urval)
- Javier Bardem – Florentino Ariza
- Giovanna Mezzogiorno – Fermina Daza
- Benjamin Bratt – Dr. Juvenal Urbino
- John Leguizamo – Lorenzo Daza
- Fernanda Montenegro – Tránsito Ariza
- Catalina Sandino Moreno – Hildebranda Sanchez
- Alicia Borrachero – Escolástica
- Liev Schreiber – Lotario Thurgot
- Laura Harring – Sara Noriega
- Hector Elizondo – Don Leo
- Ana Claudia Talancón – Olimpia Zuleta
- Angie Cepeda – The Widow Nazareth
- Patricia Castañeda – Grand Lady 4
- Unax Ugalde – Young Florentino
- Marcela Mar – America Vicuña
- Paola Turbay – Mystery Woman 2